# Могольд
Могольд (умер в 488 году) — святой епископ Мэнский. Дни памяти — 27 апреля, 28 декабря.
Святой Могольд (Maughold), или Макуль (Macull), или Маккальд (Maccaldus) считается покровителем острова Мэн. По преданию св. Могольд, ирландский принц, был предводителем шайки разбойников. Когда в те края прибыл с проповедью св. Патрик, он решил его надурачить. Живого человека покрыли саваном, после чего позвали св.Патрика. Тот прибыл, возложил на саван руку, а затем ушёл. Когда св. Могольд со товарищи открыл саван, то они увидели, что человек в саване умер. Один из товарищей Могольда по имени Коннор (Connor) отправился в лагерь св. Патрика и принёс извинения. Св. Патрик вернулся и крестил всех собравшихся. Он также благословил умершего, тот немедленно вернулся к жизни и также был крещён. Св. Патрик сказал св. Могольду, что ему следовало бы помогать этим людям жить правильной жизнью, и благословил его потерпеть во оставление грехов. Св. Могольда поместили в утлый челн, называемый коракл, и без вёсел отправили в море. Так св. Могольд покинул Ирландию. Коракл с путешествующим прибило к острову Мэн, где уже проповедовали Христову веру ученики св. Патрика Ромуил и Кониндри (Romulus and Conindrus, Romuil and Conindri). Святой Могольд сначала жил отшельником, а потом по своей праведной жизни был избран епископом.